# 박세준 (축구 선수)
박세준(2002년 7월 8일 ~ )는 대한민국의 축구 선수로, 포지션은 미드필더이다. 현재 K3리그의 화성 FC 소속이다.